# Zebrzydka
Zebrzydka (578 m n.p.m.), na niektórych mapach też: Rzebrzydka, Rzebrzyczka lub Rzybrzyczka – niewielkie wzniesienie w formie kształtnego kopca o stromych stokach, ostatni szczyt w Paśmie Błatniej w północnej części Beskidu Śląskiego. W paśmie tym pomiędzy Zebrzydką a wyższym Łazkiem (714 m) znajduje się przełęcz Liszka (Przełęcz pod Zebrzydką, 516 m). Pasmo Błatniej oddziela dolinę Brennicy od doliny Jasienicy, ponadto w stoki Zebrzydki i przełęczy pod Zebrzydką wcinają się dolinki potoków Barujec, Schodnica i Barujski Potok.
Zebrzydka jest charakterystyczną górką, dominującą od wschodu nad Górkami Wielkimi w województwie śląskim, w powiecie cieszyńskim, w gminie Brenna. Jest całkowicie porośnięta lasem. Pod szczytem znajdziemy w kilku miejscach fragmenty typowej dla Beskidów żyznej buczyny karpackiej.
Przez szczyt Zebrzydki biegnie znakowany zielony szlak turystyczny ze Skoczowa, kończący się w przełączce między Zebrzydką a Łazkiem. Do połowy 2010 roku łączył się on ze szlakiem  niebieskim z Grodźca (zlikwidowanym ze względu na niskie zainteresowanie turystów po zawieszeniu połączeń kolejowych relacji Bielsko-Biała Główna – Cieszyn).